# Aéroport HAL
L'aéroport HAL (code OACI|VOBG) est l'ancien aéroport de Bangalore, au Karnāṭaka, remplacé par l'Aéroport international Kempegowda.

## Desserte
L'aéroport est utilisé par Hindustan Aeronautics et accueille aussi un trafic civil,.

## Accidents
Le 4 mai 2006 : Boeing 727-2F2 (F) 	9M-TGA de Transmile Air Service et le 11 mars 2006 un	ATR 72-212A (ATR 72-500) 	VT-DKC 	de Air Deccan, le 1er février 2019 : un Mirage 2000 modifié par HAL , les deux pilotes sont morts.